# Aşağıyağmurlu
Aşağıyağmurlu (kurd. Sevika Jorin) ist ein kurdisches Dorf im Landkreis Karlıova der türkischen Provinz Bingöl. Aşağıyağmurlu (auch Aşağı Yağmurlu) befindet sich 30 km südwestlich der Kreisstadt Karlıova, auf 1815 m über dem Meeresspiegel.
Im Jahre 2009 lebten in Aşağıyağmurlu 267 Menschen in ca. 40 Haushalten.
Aşağıyağmurlu gehört zum Bucak Göynük. Aşağıyağmurlu verfügt über eine Grundschule und eine Gesundheitsstation und ist an der Trinkwasserversorgung angeschlossen. Eine Kanalisation fehlt. Der alte Name lautet Aşağı Sevik. Dieser wurde 2009 wieder in das Grundbuch aufgenommen. Varianten sind Sevika Jor und Sêvika Jêrîn.
Im August 2009 berichteten türkische Medien über eine Hinrichtung infolge einer Abrechnung innerhalb der Arbeiterpartei Kurdistans. Dem Opfer, Murat İlikman, sei Veruntreuung von Organisationsgeldern vorgeworfen worden. Er sei in einem Haus in Aşağıyağmurlu von PKK-Kräften gestellt und später hingerichtet worden.